# Krantór
Krantór (řecky Κράντωρ, 4. století př. n. l.? Soloi, Kilíkie – 276 nebo 275 př. n. l.?), někdy označovaný dle svého rodiště jako Krantór ze Soloi, byl řecký filosof, přední člen platónské Akademie. Jako první začal komentovat Platónovy dialogy a jeho spis O zármutku se stal vzorem pro pozdější autory útěšných pojednání.

## Život
Krantór pocházel z řeckého přístavního města Soloi, které se rozkládalo v Kilíkii, starověkém pobřežním regionu na jihu poloostrova Malá Asie (nyní součást Turecka). Diogenés Laertios uvádí, že byl předmětem obdivu již ve své rodné obci, ale přestěhoval se do Athén a stal se posluchačem filozofa Xenokrata. Poněvadž tento filozof zemřel v roce 314 př. n. l., datum Krantórova narození lze položit zhruba do poloviny 4. století př. n. l.
Po Xenokratově smrti se stal scholarchem (ředitelem) platónské Akademie Polemón. Krantór měl možnost založit vlastní školu, ale namísto toho se rozhodl zůstat členem Akademie. Stal se oblíbeným a ctěným Polemónovým žákem, scholarchem se však nestal, poněvadž Polemón ho o několik let přežil.
Krantór miloval poezii, ze všech básníků měl nejraději Homéra a Eurípida. Sám též složil básně a uložil je zapečetěné v Athénině chrámu ve své rodné obci.
Jeho důvěrným přítelem byl Arkesiláos z Pitany, kterého přivedl do Akademie a s nímž i společně žil. Krantór zemřel v roce 276 nebo 275 př. n. l. na vodnatelnost. Své jmění zanechal Arkesilaovi. Tento filozof později převzal řízení školy a značně ovlivnil její učení.

## Učení a dílo
V době, kdy Akadémii vedl Polemón, se těžiště zájmu jejích členů přesouvalo od matematiky, metafyziky a dialektiky k etice. Polemón
údajně prohlásil, že člověk by se měl cvičit v praktických věcech, a nikoli jen v dialektických úlohách. Učil, že nejvyšším dobrem je život v souladu s přírodou, že je tedy třeba řídit se základními přirozenými sklony, k nimž se přibere ctnost. Také Krantór, Polemónův žák, zřejmě věnoval značnou pozornost etickým otázkám. Dobra uspořádal v tomto pořadí: první místo náleží ctnosti, druhé zdraví, třetí slasti a čtvrté bohatství.
Pro přítele, kterého postihla rodinná tragédie, sepsal pojednání O zármutku (řecky Περὶ Πένθους, Perì pénthous). Tomuto spisu se dostalo vysokého ocenění v Ciceronových Akademikách (II,135). Napodobovali ho mnozí pozdější autoři útěšných pojednání a i Ciceronovi posloužil jako vzor pro jeho díla Consolatio (Útěcha) a Tusculanae disputationes (Tuskulské hovory).
Pro Krantóra byl život trestem a smrt uvolněním duše. Bolest prohlašoval za bohy uloženou nutnost, za něco, co neodmyslitelně patří k životu. Lidská přirozenost přináší i bolest a snaha nepociťovat ji, úsilí o necitelnost „se draze platí nelidskostí v duši a otupělostí v těle." City a vášně (i negativní: strach, hněv, smutek) jsou přirozenou součástí lidské existence, proto je nesmíme potlačovat, spíš se musíme snažit ovládat je rozumem. Krantór vystupoval proti strohosti stoiků a kyniků při etickém posuzování citů a proti jejich snaze umrtvovat vášně. Nežádal vymýcení vášní, nýbrž jen jejich zmírňování. Na rozdíl od stoického ideálu apatie hlásal metriopatii (umírněnost vášní).
Byl v Akademii první, kdo začal komentovat Platónovy dialogy. U pozdějších autorů, zejména u Prokla, se zachovaly fragmenty jeho výkladu k Platónovu kosmologickému dialogu Tímaios. Krantór v němž projevil své názory na složení duše a pojednal i o poměru stvoření světa ke vzniku času; vypravování o Atlantidě pokládal za pravdivou historii.
Krantórovo dílo bylo dobře známé nejen v Řecku, ale i ve starověkém Římě. Cicero napsal, že „patřil k nejvýznamnějším členům Akadémie", básník Horatius ho řadil spolu s Chrýsippem mezi filozofy, kteří učí „co jest ohavné a co krásné, co k prospěchu je a co není".
Krantór vypráví, že jakýsi Élysios z Teriny, sklíčený těžkým zármutkem nad smrtí svého syna, přišel do věštírny, kde se vyvolávají duchové zemřelých, a ptal se, co je příčinou tak velkého neštěstí. Dostal prý na tabulce napsané trojverší tohoto znění:
Lidé životem bloudí, však s duší neschopnou chápat;
Euthynoa ti postihla smrt, tak kázala sudba.
Užitečnější – pro něj i pro tebe – bylo přec umřít.
Cicero, Tuskulské hovory, úryvek z 1. knihy

## Dochované fragmenty
Žádný z jeho spisů se nedochoval, ač měly údajně rozsah 30 000 řádků. Zachovaly se pouze úryvky v dílech pozdějších autorů. Soubor dochovaných zlomků z Krantórových spisů je dostupný v publikaci:
- MULLACH, Friedrich Wilhelm August. Fragmenta philosophorum Graecorum. Svazek 3. Parisiis: Editore Ambrosio Firmin Didot, 1860–1881. 579 s. Dostupné online. Kapitola „De Crantore Academico", s. 131–152. (latina, starořečtina)